# 1855 Korolev
Korolev (asteróide 1855) é um asteróide da cintura principal, a 2,0598369 UA. Possui uma excentricidade de 0,0835792 e um período orbital de 1 230,83 dias (3,37 anos).
Korolev tem uma velocidade orbital média de 19,86661157 km/s e uma inclinação de 3,07458º.
Esse asteróide foi descoberto em 8 de Outubro de 1969 por Lyudmila Chernykh.